# Nikola Trujić
Nikola Trujić (in serbo Никола Трујић?; Bor, 14 aprile 1992) è un calciatore serbo, attaccante del Krasava ENY Ypsōnas.

## Caratteristiche tecniche
È un'ala sinistra.

## Carriera

### Club

#### Inizi
Cresciuto nelle giovanili del Bor, nel 2005 viene prelevato dal Partizan. A partire dalla stagione 2010-2011 inizia ad essere mandato in prestito in giro per trovare spazio, prima al Teleoptik, poi allo Smederevo e infine all'Hapoel Akko. Con il Teleoptik realizza il suo primo gol da professionista nell'1-1 contro il Kolubara, nella seconda serie serba.

#### Napredak Kruševac e ritorno al Partizan
Nel 2012 viene ceduto in prestito al Napredak Kruševac. A fine stagione viene riscattato. Con il club disputa 80 partite di campionato realizzando 12 gol. Nel 2012-2013 vince il campionato serbo di seconda divisione. Nel luglio 2015, ritorna al Partizan. Il 22 ottobre 2015, fa il suo esordio in Europa League nella sconfitta per 0-2 contro l'Athletic Bilbao.

#### Vojvodina, Tosno e Botoșani
Il 28 gennaio 2016 passa al Vojvodina nella sessione invernale di mercato. Dopo una stagione e mezza ad alti livelli, con molte partite da titolare diventa un giocatore del Tosno. Con il club russo vince il suo secondo e (attualmente) ultimo trofeo, la Coppa di Russia, pur non giocando la finale (vinta 2-1 contro l'Avangard Kursk). A fine stagione rimane svincolato. Il 17 ottobre 2018 viene ingaggiato dal Botoșani. Dieci giorni dopo, fa il suo esordio e realizza il suo primo gol nella massima serie rumena contro il Viitorul Constanța.

### Nazionale
Ha fatto parte delle selezioni Under 17, 19 e 21 serba.

## Palmarès

### Club
- Campionato serbo di seconda divisione: 1

Napredak Kruševac: 2012-2013
- Coppa di Russia: 1

Tosno: 2017-2018